# تپه تپه
تپه تپه مربوط به دوره ساسانیان -متاخر دوران‌های تاریخی پس از اسلام است و در شهرستان نمین، بخش مرکزی، روستای خانقاه علیا واقع شده و این اثر در تاریخ ۱۴ مرداد ۱۳۸۲ با شمارهٔ ثبت ۹۴۵۲ به‌عنوان یکی از آثار ملی ایران به ثبت رسیده است.